# Live Nation
Live Nation este o companie bazată în Beverly Hills, California, Statele Unite, axată pe evenimente live și promovare de concerte. Creată în 2005, compania s-a unit cu Ticketmaster în 2010, devenind Live Nation Entertainment. A promovat sau produs peste 28.500 de evenimente, inclusiv concerte muzicale și spectacole teatrale, având o audiență de 61 milioane de oameni.